# Jaiber Pastunjuá
Jaiber Pastunjuá (en inglés: Khyber Pakhtunkhwa, a menudo abreviado KPK; en urdu: خیبر پختونخوا‎; en pastún: خیبر پښتونخوا‎) es una de las cinco provincias administrativas de Pakistán, en la región noroeste del país junto a la frontera internacional con Afganistán. Anteriormente era conocida como Provincia de la Frontera del Noroeste hasta 2010, cuando el nombre fue cambiado a Jáiber Pastunjuá por la Enmienda 18 a la constitución de Pakistán, y es conocido coloquialmente por otros nombres. Jáiber Pastunjuá es la tercera provincia más grande de Pakistán tanto por población como por su economía. Dentro de Pakistán, Khyber Pakhtunkhwa comparte fronteras con Punyab, Baluchistán, Azad Cachemira, Gilgit-Baltistán e Islamabad. Concentra el 17,9 % de la población de Pakistán, y la mayoría de su población pertenece a la etnia pastún. La provincia está situada en lo que era el antiguo reino de Gandhara. De hecho, las ruinas de su capital, Pushkalavati se localizan cerca de la actual Charsadda. Originalmente un baluarte del budismo, la historia de la región se caracterizó por las frecuentes invasiones de varios imperios, debido a su proximidad geográfica con el paso Jaiber. 
Desde los ataques del 11 de septiembre de 2001 en los Estados Unidos, Jáiber Pastunjuá fue uno de los mayores teatros de militancia y terrorismo, cuando los talibanes iniciaron un intento fallido de capturar la provincia en 2004. Con el lanzamiento de la operación Zarb-e-Azb contra la insurgencia talibán, las tasas de siniestros y delitos en el país en su conjunto disminuyeron un 40,0 % en comparación con 2011-2013, y fue en Jáiber Pastunjuá y en las Áreas tribales administradas por el Gobierno federal (FATA) donde se registraron las mayores caídas. A partir de julio de 2014, se informó que aproximadamente 929.859 personas fueron desplazadas internamente de Waziristán del Norte a Jáiber Pastunjuá como resultado de la operación Zarb-e-Azb.
El 2 de marzo de 2017 el gobierno de Pakistán consideró una propuesta para fusionar las Áreas tribales con Jáiber Pastunjuá y derogar el Reglamento de Delitos Fronterizos, que actualmente se aplica a las áreas tribales. Sin embargo, algunos partidos políticos se opusieron a la fusión y pidieron que las áreas tribales se convirtieran en una provincia separada de Pakistán. El 24 de mayo de 2018, la Asamblea Nacional de Pakistán votó a favor de una enmienda a la constitución de Pakistán para fusionar las Áreas tribales de administración federal con la provincia de Jáiber Pastunjuá. La Asamblea de Khyber Pakhtunkhwa aprobó el histórico proyecto de ley de fusión ATAF-JP el 28 de mayo de 2018, lo que hace que desde entonces las ATAF formen parte oficialmente de Jáiber Pastunjuá.  Luego la ley fue firmada por el presidente Mamnoon Hussain, completando el proceso de esta histórica fusión.

## Etimología y nombres
Jáiber Pastunjuá significa "la parte Jaiber de la tierra de los pastunes (o pajtuns)", mientras que solo la palabra Pastunjuá significa «tierra de los pastunes», y, según algunos estudiosos, significa «cultura y sociedad pastún».
Cuando los británicos la establecieron como una provincia, la llamaron "Provincia de la Frontera del Noroeste" (abreviada como NWFP) debido a su ubicación relativa en el noroeste de su Imperio indio. Después de la creación del Dominio de Pakistán, este país continuó usando este nombre, pero un partido nacionalista pastún, el Partido Nacional Awami, exigió que el nombre de la provincia se cambiara a Pastunjuá. Su lógica detrás de esa demanda era que el pueblo panyabí, el pueblo sindi y el pueblo baluchi tenían provincias con el nombre de sus respectivas etnias, pero ese no era el caso del pueblo pastún.
La Liga Musulmana de Pakistán estaba en contra de ese nombre ya que era demasiado similar a la demanda de Bacha Jan de crear una nación separada con el nombre de Pastunistán. La Liga quería nombrar a la provincia con un nombre distinto que no llevara la identidad pastún, ya que argumentaban que había otras etnias menores que vivían en la provincia, especialmente los hindkowans que hablan hindko, por lo que la palabra Jáiber fue introducida con el nombre porque es el nombre de un paso importante que conecta a Pakistán con Afganistán.
- en pastún: خیبر پښتونخوا
  - en el AFI (alfabeto fonético internacional): [xaiˈbər pəʂt̪unˈxwɑ] o [xaiˈbər pəxt̪unˈxwɑ]
  - pronunciación aproximada al español: jaiber pestunjuá o jaiber pejtunjuá
- en urdú: خیبر پختونخوا
  - en el AFI (alfabeto fonético internacional): [ˈxɛːbər pəxˈtuːnxwaː]
  - pronunciación aproximada al español: jéber pajtunjua

## Descripción
El principal grupo étnico en la provincia es el de los pastunes, el 73 % de la población total, seguidos por los punjabis, que reúnen el 23 %. Otros grupos étnicos más pequeños son los persas, los hindkowans y los chitralis.
La capital de la provincia es Peshawar.
El idioma principal es el pastún, seguido por el punjabi y otros menores, como el urdu, el khowar, kalami, el Persa darí, el burushaski y más de diez pequeñas minorías idiomáticas.

## Geografía
Pastunjuá está situada en el noroeste del país.
Limita con:
- Afganistán al noroeste
- Gilgit-Baltistan en el norte-este
- Azad Cachemira hacia el este
- Al sur de Baluchistán y el Panyab y el Territorio Capital de Islamabad para el sureste.

Jáber Pakhtunjuá se encuentra principalmente en la meseta iraní y comprende la unión, donde las laderas de las montañas del Hindú Kush, en la placa de Eurasia dar paso a las colinas del Indo-regados acercan el sur de Asia. Esta situación ha llevado a la actividad sísmica en el pasado.
Los enlaces famosos son el Paso Jaiber en la provincia de Afganistán, y el Puente de Kohalla en el Círculo Bakote Abbottabad que es un importante punto de paso sobre el río Jhelum en el este.
La provincia tiene una superficie de 28 773 km². Comparable en tamaño a Nueva Inglaterra en Estados Unidos.

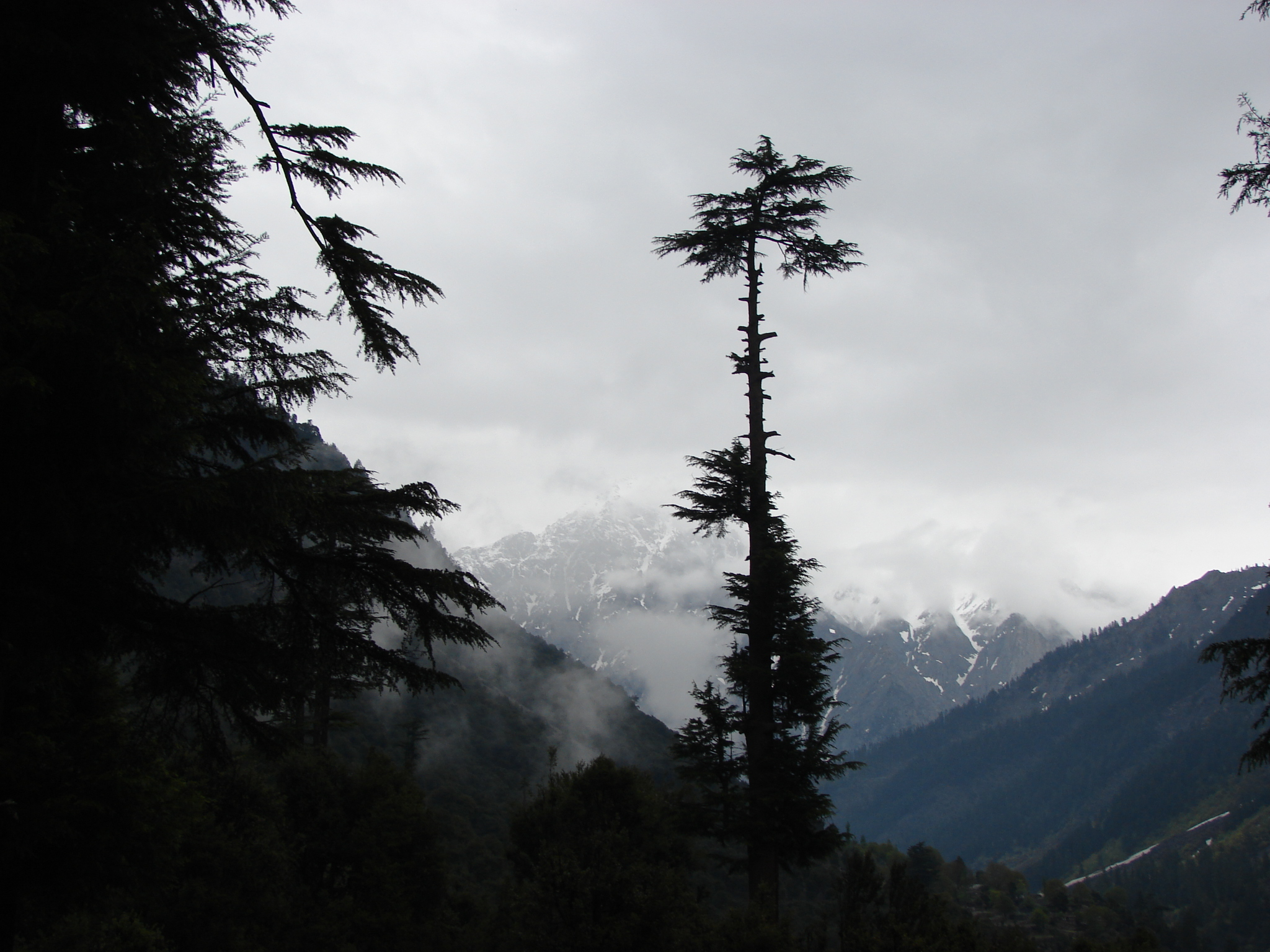
Usho, en el valle del río Swat.

La región varía en la topografía de las zonas rocosas secas en el sur a los bosques y las llanuras verdes en el norte. El clima puede ser extremo, de veranos de calor intenso a la congelación de los inviernos fríos. A pesar de estos extremos en el clima, la agricultura sigue siendo importante y viable en la zona.

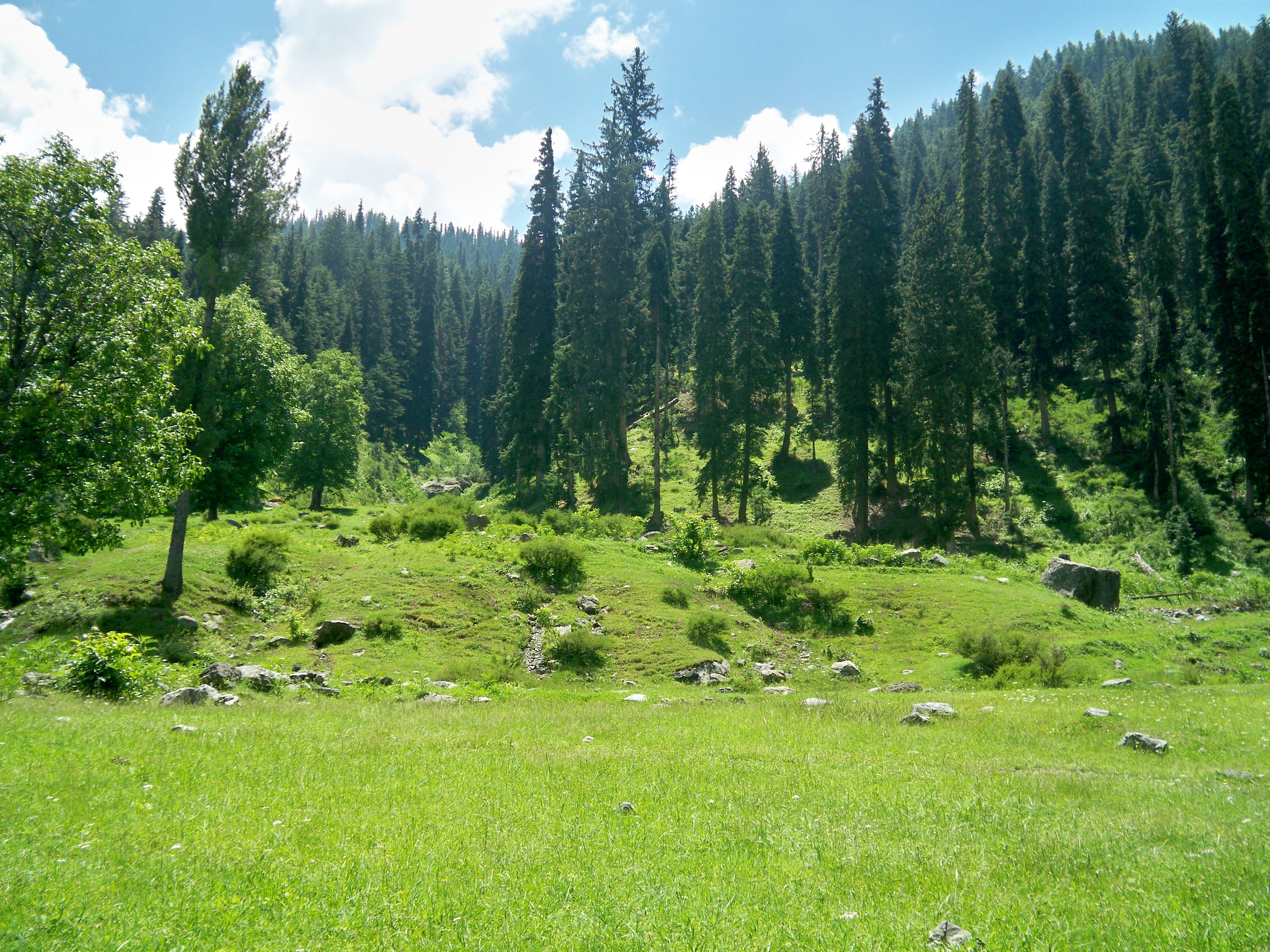
El camino al lago Shahi Bagh, en el valle del río Swat.

El terreno montañoso de Kalam, Alto Dir, Swat, Naran y Kaghan es famoso por su belleza y atrae a muchos turistas desde las regiones vecinas y de todo el mundo. Swat es muy popular entre los turistas como la "Suiza del Sur de Asia", ya que hay muchas similitudes entre este paisaje y el terreno montañoso de Suiza.
Según el censo de 1998, la población de la provincia era de aproximadamente 17 millones, correspondiendo el 52 % a varones y el 48 % a mujeres. La densidad de población es de 187 habitantes por km² y el cambio intercensal de población es de alrededor del 30 %. Geográficamente la provincia se puede dividir en dos zonas: la del norte que se extiende desde los rangos de la región del Hindú Kush de los bordes de la cuenca de Peshawar, y la del sur que se extiende desde Peshawar hasta la cuenca Derajat.
La zona norte es fría y nevosa en invierno, con fuertes precipitaciones, y con veranos agradables, a excepción de la cuenca de Peshawar, que es cálida en verano y fría en invierno. Tiene un régimen de lluvias moderadas. La zona sur es árida, con veranos calurosos, inviernos relativamente fríos y lluvias escasas.
Los principales ríos que atraviesan la provincia son el Bara, Chitral, Dor, Gomal Zhob, Jarú, Kabul, Kunar, Kurram, Panjgora, Sirán y Swat.

## Ciudades
Las principales ciudades de la provincia son:
- Abbottabad
- Bannu
- Buner
- Charsadda
- Dera Ismail Khan
- Hangu
- Jaripur
- Jhangra
- Karak
- Kohat
- Kojat
- Kojistán
- Lakki Marwat
- Mansehra
- Mardan
- Peshawar
- Swat
- Tordher
- Mingora